# Файт фон Турн и Валсасина
Файт фон Турн и Валсасина (на немски: Veit Herr von Thurn, Freiherr zu Creutz; * 15 юни 1471; † 22 февруари 1547) е благородник от род Дела Торе, господар на Турн и Валсасина и фрайхер на Кройц в Каринтия.

## Произход
Той е син на Антон I фон Турн и Валсасина († 1512) и първата му съпруга Амороза фон Ланденберг († 1482), дъщеря на Якоб фон Ланденберг и Луция Франгипани де Касталдо. Внук е на Матиас фон Турн и Магдалена фон Линц и Луег, която е племенница на Конрад V „Кантнер“ († 1439), херцог на Оелс. Брат му Андреас е губернатор на Крайна († 1541).

## Фамилия
Файт фон Турн и Валсасина се жени 1502 г. за Бианка Полисена ди Симонета е Кварто († 1549), дъщеря на Жамес де Кварто и Касандра Симонети. Те имат един син:
- Франц фон Турн и Валсасина (* 1508; † 25 февруари 1586), 1541 г. фрайхер и граф, женен I. 1533 г. за фрайин Анна Лидмила Беркова з Дубе а Липе († 28 октомври 1558), II. 1560 г. за Барбара Шлик цу Пасаун и Вайскирхен (* ок. 1537; † 1581)